# Изотов, Виктор Никитович
Ви́ктор Ники́тович Изо́тов (1935 — 11 июня 2015, Москва) — советский и российский тренер по биатлону, заслуженный тренер СССР.

## Биография
Работал старшим тренером ДОСААФ СССР по биатлону. Долгие годы являлся преподавателем в Школе олимпийского резерва № 43. Среди его учеников такие известные спортсмены как: Ольга Зайцева, Венера Чернышова, Андрей Марков и многие другие.
В интервью изданию Skisport Ольга Зайцева поделилась впечатлениями о совместной работе с тренером:

 «С „нуля“. Нам Виктор Никитович Изотов (один из тренеров по биатлону в СДЮШОР № 43) показал, как нужно лежать, стоять при стрельбе». — 
.